# Der Protagonist

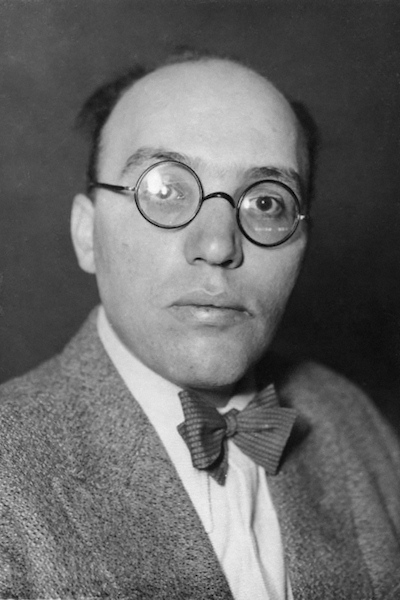
Kurt Weill år 1932.

Der Protagonist är en opera i en akt med musik av Kurt Weill. Librettot skrevs av Georg Kaiser och byggde på hans pjäs med samma namn (1920). Weills första bevarade opera har beskrivits som Literaturoper.

## Historia
Det faktum att den 26-årige Kurt Weill samarbetade med en av Tysklands ledande pjäsförfattare i sin första opera bär vittne om det rykte som han redan hade hunnit skaffa sig. Operan hade premiär den 27 mars 1926 på Semperoper i Dresden med Fritz Busch som dirigent. Den gavs åter på Deutsche Oper Berlin i oktober 1928 i regi av Walter Brügmann och dirigerad av Robert F. Denzler, denna gång i en dubbelföreställning med Der Zar lässt sich photographieren.
Föreställningar efter andra världskriget har förekommit på Deutsche Oper am Rhein i Düsseldorf i april 1958 (den första tyska efterkrigsföreställningen) regisserad av Friedrich Wilhelm Andreas och dirigerad av Friedrich Brenn; Santa Fe Opera med början 31 juli 1993, regisserad av Jonathan Eaton och dirigerad av George Manahan (tillsammans med Der Zar lässt sich photographieren). En österrikisk premiär av operan ägde rum den 17 november 2000 i en uppsättning av Universität für Musik und darstellende Kunst Wien på Schönbrunn, regisserad av Sebastian Müller och dirigerad av Marino Formenti. Den följdes av en uppsättning på Bregenzer Festspiele 21 juli 2004, i regi av Nicolas Brieger och dirigerad av Yakov Kreizberg (tillsammans med Weills Royal Palace).

## Personer
| Roller                | Röstläge  | Premiärbesättning 27 mars 1926 Dirigent: Fritz Busch |
| --------------------- | --------- | ---------------------------------------------------- |
| Protagonisten         | tenor     | Curt Taucher                                         |
| Hans syster           | sopran    | Elisa Stünzner                                       |
| Första aktör          | bas       | Robert Büssel                                        |
| Andre aktör           | baryton   | Rudolf Schmalnauer                                   |
| Tredje aktör          | kontraalt | Elfriede Haberkorn                                   |
| Hertigens hovmarskalk | tenor     | Ludwig Eybisch                                       |
| Den unge lorden       | baryton   | Paul Schöffler                                       |
| Värdshusvärden        | bas       | Adolf Schoepflin                                     |
| Åtta musiker          |           |                                                      |

## Handling
En teatertrupp i Shakespeares England repeterar en något vild pantomimfars som de ska framföra för hertigen. Teaterchefen (protagonisten) har en osund relation med sin syster, som meddelar brodern att hon har en adlig älskare. Protagonisten tar nyheten med en blandning av äckel och förvåning. Medan hon går för att hämta den unge lorden meddelar hertigens hovmarskalk att en biskop har anlänt för att delta vid festen och att farsen måste ersättas med något lämpligare. Protagonisten beordrar truppen att repetera samma stycke men som en tragedi. Vid pjäsens höjdpunkt anländer systern med den unge lorden. Protagonisten förväxlar dikt med verklighet och knivhugger sin syster. Han ber polisen att förhala arresteringen till efter aftonens föreställning då detta är hans livs rollprestation.